# Quemigny-Poisot
Quemigny-Poisot is een plaats en voormalige gemeente in het Franse departement Côte-d'Or (regio Bourgogne-Franche-Comté) en telt 200 inwoners (2004). De plaats maakt deel uit van het arrondissement Dijon. Quemigny-Poisot is op 1 januari 2019 gefuseerd met de gemeente Clémencey tot de gemeente Valforêt. 

## Geografie
De oppervlakte van Quemigny-Poisot bedraagt 11,1 km², de bevolkingsdichtheid is 18,0 inwoners per km².
De onderstaande kaart toont de ligging van Quemigny-Poisot met de belangrijkste infrastructuur en aangrenzende gemeenten.

## Demografie
Onderstaande figuur toont het verloop van het inwonertal (bron: INSEE-tellingen).